# Canal de Karakum

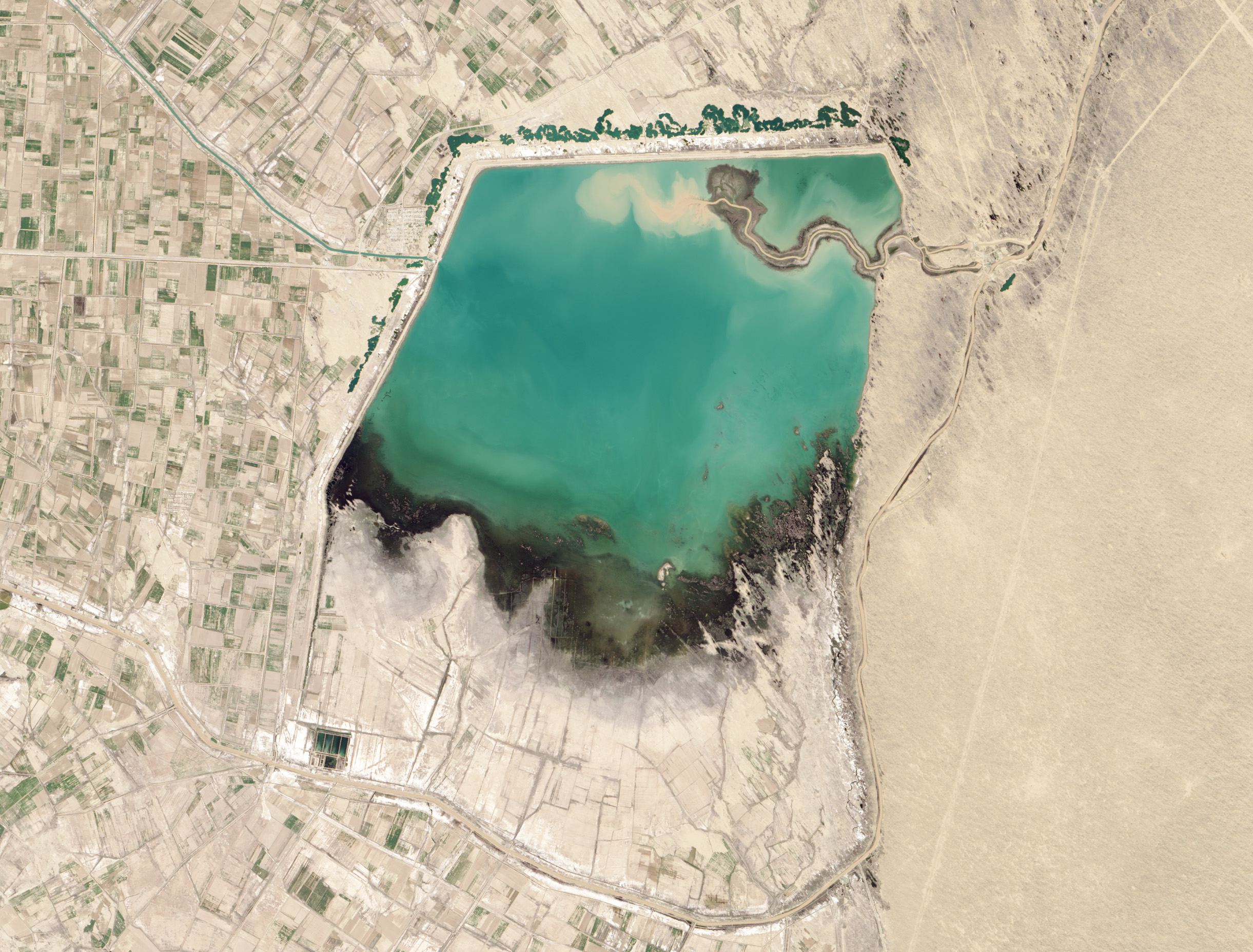
Embalse Hanhowuz (Khauzkhan).

El canal de Karakum (también canal de Kara Kum o canal de Garagum; (ruso: Каракумский канал), Karakumsky kanal) en Turkmenistán, es el más extenso canal de riego y de suministro de agua del mundo. Su construcción comenzó en 1954, y fue concluida en 1988, es navegable a lo largo de toda su extensión de 1,375 km, y transporta 13 km³ de agua anualmente desde el río Amu-Darya a través del desierto de Karakum. 
El canal permitió el desarrollo de la agricultura en grandes extensiones de tierra, especialmente del monocultivo de algodón muy promocionado por la Unión Soviética, y es una fuente de agua muy importante para Asjabad. Desafortunadamente, por deficiencias en su método de construcción, casi el 50% del agua se pierde durante el transporte a través de fisuras en el canal, generando lagos y lagunas a su paso, y una elevación del nivel de la napa de agua lo que ha generado grandes problemas por salinización de la tierra. Este canal y el otro paralelo al norte de Turkmenabat son la causa del desastre ambiental del mar de Aral, que ahora está diseminado a los lados de estos dos canales.

## Historia
El actual canal de Karakum no fue el primer intento de llevar agua desde el Amu-Darya a los Karakums. A comienzos de la década de 1950, se comenzó la construcción del Canal Principal de Turkmen, cuyo inicio estaba planificado para una ubicación mucho más al norte (cerca de Nukus), y correría en dirección suroeste hacia Krasnovodsk. El canal utilizaría aproximadamente el 25% del agua del Amu-Darya. Los trabajos se abandonaron después de la muerte de Stalin, y se cambió el trazado por el actual del canal de Karakum.